# Phototoxine
Les phototoxines sont des toxines qui peuvent provoquer des réactions allergiques chez des personnes particulièrement sensibles et qui peuvent causer une photosensibilité ou une phototoxicité dangereuse.
Les phototoxines sont courantes dans :
- une variété de plantes (y compris les plantes alimentaires où elles peuvent constituer une défense biologique) :
  - de nombreux agrumes contiennent des huiles essentielles qui sont des photosensibilisateurs ;
  - certains remèdes d'herboristerie (notamment millepertuis, bien que les taux d'incidents pour cette plante soient apparemment faibles) ;
  - la sève et les jus de nombreuses plantes : notamment des Rutacées (agrumes, notamment le citron vert et la bergamote, rue officinale), des Apiacées (panais, céleri, persil, berces), des Moracées (figuier), quelques Fabacées, etc.[1],[2] ;
- certains médicaments prescrits tels que les antibiotiques tétracycline, sulfamides, amiodarone, quinolones, psoralène ;
- de nombreuses huiles essentielles, parfums et cosmétiques.

Les médicaments ingérés peuvent provoquer une photosensibilité systémique et les médicaments, cosmétiques et huiles essentielles appliqués localement peuvent entraîner une photosensibilité locale (voire systémique). L'acide para-aminobenzoïque (PABA), que l'on trouve dans certaines crèmes solaires, peut également provoquer une photosensibilité.
L'exposition à la lumière, notamment à la lumière contenant des rayons ultraviolets, peut entraîner une décoloration de la peau (sous forme d'inflammation, d'éclaircissement ou d'assombrissement) ou des éruptions cutanées. Dans les cas extrêmes, des cloques peuvent également apparaître.

## Utilisations
Le Souci officinal produit une phototoxine, l'alpha-terthiényle, qui fonctionne comme un nématicide. Lorsqu'il est exposé à une lumière ultraviolette proche, comme la lumière du soleil, l'alpha-terthiényl génère de l'oxygène singulet toxique. L'alpha-terthiényl endommage le système respiratoire, digestif et nerveux des larves, entraînant un taux de mortalité de 100 % à des concentrations de 33 ppb. Cela en fait un insecticide naturel intéressant.
Le rose Bengale et d'autres phototoxines générant de l'oxygène singulet sont également utilisés en chimie organique synthétique. Elles ont également été utilisées dans la thérapie photodynamique, où la toxine est activée par une lumière intense pour détruire les cellules cancéreuses.